# Sorin Constantin Ciobanu
Sorin Constantin Ciobanu (n. 21 aprilie 1989) este un fotbalist român profesionist care și-a terminat junioratul în curtea echipei FC Petrolul Ploiești, pentru care a fost căpitan al generației sale. A fost împrumutat pentru o perioadă la echipa de eșalon secund Chimia Brazi de unde a fost cumpărat apoi de echipa Sportul Studențesc unde a evoluat doua sezoane, jucând pentru studenți opt meciuri în Liga I 2011-2012 și alte opt în următorul sezon, plecând apoi liber de contract la echipa Metalul Reșița, unde a fost supranumit Gladiatorul de fanii acestei echipe. A mai jucat la Rapid CFR Suceava și la Juventus București. În prezent evoluează pentru Stadl-Paura din Austria.

## Legături externe
- Sorin Constantin Ciobanu la soccerpunter.com